# Marko Nikolić
Marko Nikolić (Kraljevo, 20. listopada 1946. – Beograd, 2. siječnja 2019.) je bio srbijanski glumac.

## Životopis
Studij glume završio u Beogradu. Ostvario je uloge u više od 70 filmova i TV serija.
Iznimnu popularnost stekao je ulogom Dragiše Popadića u hit TV seriji "Bolji život" (1987. – 1991.)., te u seriji Budva na pjeni od mora. 
Umro je u Beogradu, 2. siječnja 2019. godine, u 73. godini života.

## Vanjske poveznice
- Marko Nikolić u internetskoj bazi filmova IMDb-u (engl.)